# Fordson WOT
Der Fordson WOT oder Ford WOT war ein militärischer Lkw, den Ford of Britain während des Zweiten Weltkriegs in seiner Fabrik in Dagenham nahe London produzierte. Von 1939 bis 1945 wurden insgesamt rund 130.000 Exemplare hergestellt, wobei fast die Hälfte WOT 2 waren. Die Abkürzung WOT steht hierbei für War Office Truck.

## Modellgeschichte
Fordson war ursprünglich eine eigenständige Gesellschaft von Ford, die Traktoren herstellte. Fordson stand hierbei für Henry Ford & Son. Die Ford Motor Company hatte auch Aktionäre außerhalb der Familie, jedoch waren alle Aktien von Fordson im Besitz der Ford-Familie. Beginnend mit differenzierten oder eigenständig von Ford of Britain entwickelten Nutzfahrzeugen, wurde Fordson auch als Name für die britischen Nutzfahrzeuge von Ford verwendet. Vor Beginn des Zweiten Weltkrieges baute Ford of Britain etwa den Fordson Thames 7V oder den Fordson E83W. Die auf dem Ford-Barrel-Nose-Lkw basierenden zivilen Lkw-Versionen des Fordson E88 wurden 1939 durch den einige Zeit bereits parallel produzierten Fordson Thames 7V ersetzt. Speziell für den Einsatz als Militärfahrzeug wurde der Ford oder Fordson WOT entwickelt, der nach vollständigem Serienanlauf in Dagenham ab Mitte Juni 1940 täglich in rund 130 Exemplaren gebaut wurde.

## Technische Daten
Allgemein handelte es sich um ungepanzerte Fahrzeuge und fünf Modelle mit den Nummern 1, 2, 3, 6 und 8. Die Modelle 1 bis 3 waren nur mit Hinterradantrieb ausgestattet, während der WOT 6 und 8 Allradantrieb hatten. Die beiden letztgenannten Modelle unterschieden sich auch durch eine Frontlenker Kabine, während die anderen eine Haubenfahrzeug Kabine hatten.
Alle Fahrzeuge wurden mit dem gleichen wassergekühlten Ford Seitenventil V-8 Benzinmotor mit 3621 cm³ und 85 PS Leistung bei 3.800 Umdrehungen pro Minute ausgestattet. Die Kraftübertragung erfolgte durch ein Viergang Schaltgetriebe. Die Allrad-Modelle hatten ein zusätzliches Untersetzungsgetriebe.

### WOT 1

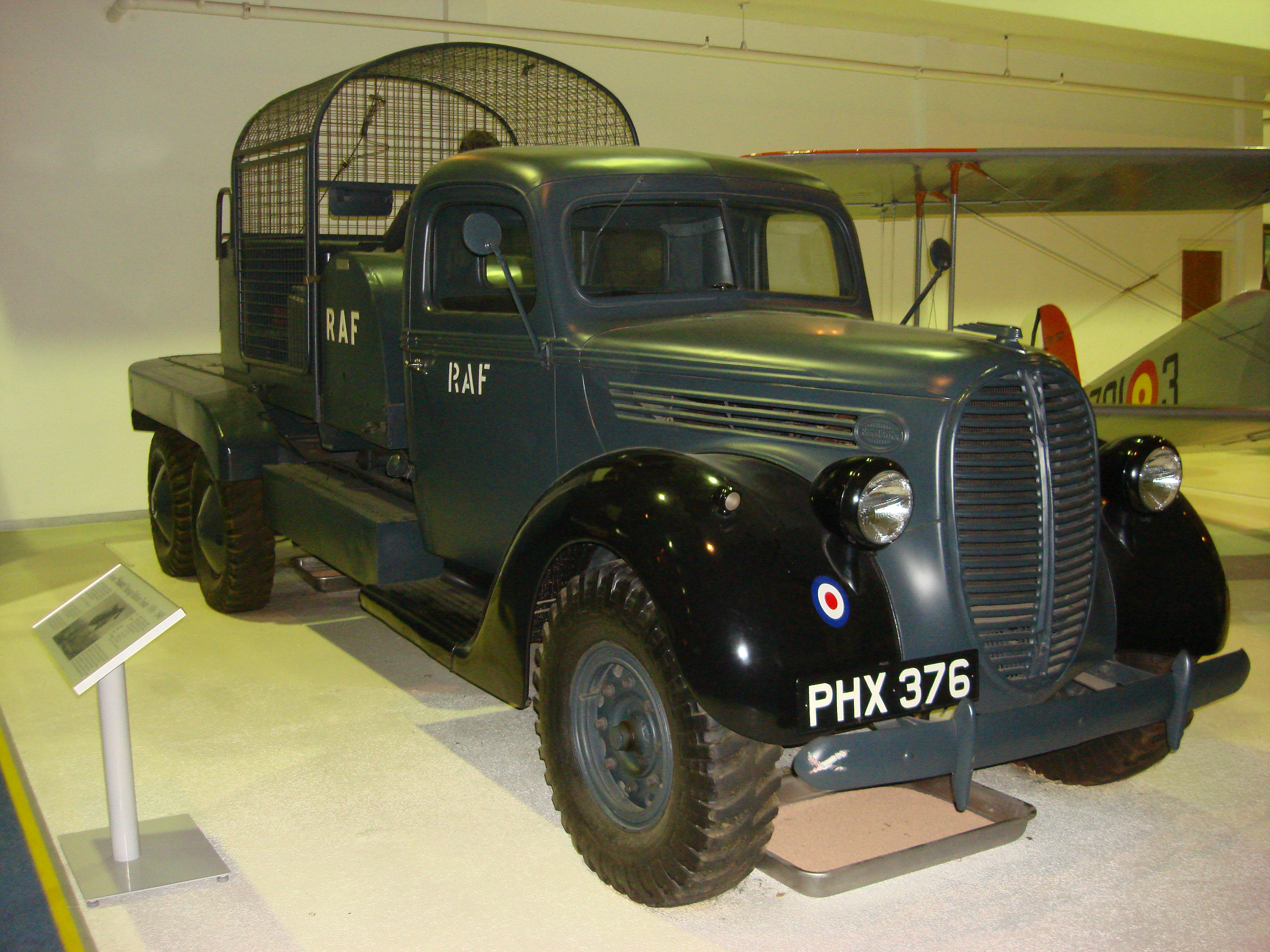
Fordson WOT 1

Der WOT 1 wurde im Jahre 1940 eingeführt, basierte aber noch auf dem Fordson E88 bzw. dem Ford-Barrel-Nose-Lkw.
Als einziger hatte er hinten Doppelbereifung. Die kurze Version hatte einen Radstand von 4,2 Metern und die lange Version, auch bekannt als WOT 1A WOT 1A/1, 4,5 Meter. Die meisten Modelle wurden an die Royal Air Force geliefert, nur 120 Stück wurden in der britischen Armee verwendet. Die gängigste Version war ein Tankwagen. Viele Fahrzeuge wurden aber auch mit speziellen Ständen für den Transport von Personal der Luftwaffe und Trocknen der Fallschirme, als voll ausgestattetes Zahnarztmobil, Suchscheinwerfermobil und auch als Feuerwehrwagen. ausgestattet. Er hatte eine Nutzlast von 3 Tonnen und erreichte eine maximale Fahrgeschwindigkeit von 72 km/h. Zwischen 1940 und 1945 wurden 9151 Fahrzeuge mit kurzem und langem Radstand gebaut.
- Länge: 7,09 m
- Höhe: 3,10 m
- Breite: 2,13 m
- Leergewicht: 3,5 Tonnen

### WOT 2
1939 begann die Produktion des WOT 2, welche die kleinste Version der sechs Modelle mit einer Nutzlast von rund 750 Kilogramm (englisch 15cwt) war. Er wurde als Pritschenwagen oder als Kastenwagen gebaut. In der sechsjährigen Bauzeit fanden ständig Verbesserungen statt und die Modellbezeichnung reichte von A bis H. Das A-Modell hatte eine offene Kabine mit Planverdeckaufbau und kleinen Fenstern die nicht vollständig abgeschottet waren. Die E-Version wiederum hatte teilweise aus Metall geschlossene Türen aber keine Windschutzscheibe. Die elektrische Anlage hatte ursprünglich 6 Volt wurde aber in späteren Versionen erhöht auf 12 Volt. Insgesamt wurden etwa 60.000 Exemplare gebaut und bis in die 1950er Jahre verwendet
- Länge: 4,50 m
- Höhe: 2,30 m
- Breite: 2,00 m
- Leergewicht: 2050 kg
- Tankinhalt: 104 Liter

### WOT 3

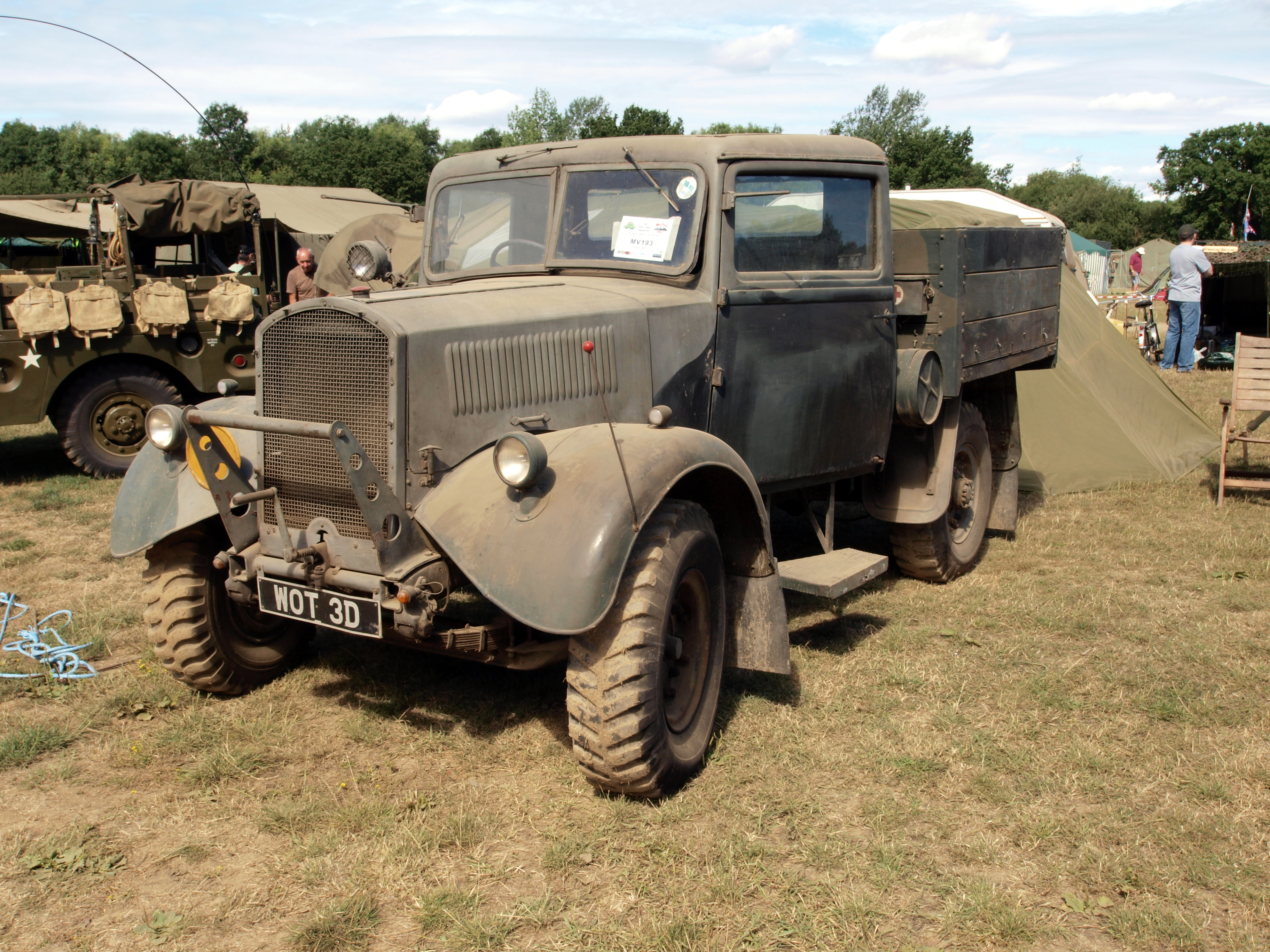
Fordson WOT 3

Der WOT wurde vor allem durch die Royal Air Force verwendet. Er hatte eine Nutzlast von ca. 1360 kg (englisch 30cwt). Zwischen 1939 und 1944 entstanden fast 18.000 Einheiten. Neben der üblichen LKW-Version gab es auch spezielle Militäraufbauten und auch eine Sattelzugmaschine mit kurzem Radstand.
- Länge: 5,80 m
- Höhe: 2,60 m
- Breite: 2,20 m
- Leergewicht: 2950 kg

### WOT 8
Der einzige damals in England hergestellte Lkw mit einer Nutzlast von 30 Zentnern (1,5 Tonnen) und Allradantrieb war der WOT 8. 1941 und 1942 wurden rund 2500 Exemplare gefertigt. Die britische Armee verwendete ihn auch als Artilleriezugmaschine in Nordafrika. Während des Krieges wurden auch 868 Einheiten im Rahmen der Atlantik-Charta an die Sowjetunion geliefert, wovon aber nur 731 ihr Ziel erreichten. Die Rote Armee verwendete den WOT 8 als Startrampe für die Katjuscha-Raketen. 
- Länge: 5,10 m
- Höhe 2,70 m
- Breite: 2,30 m
- Leergewicht: 3850 kg
- Tankinhalt: 160 Liter
- Reichweite: 450 km

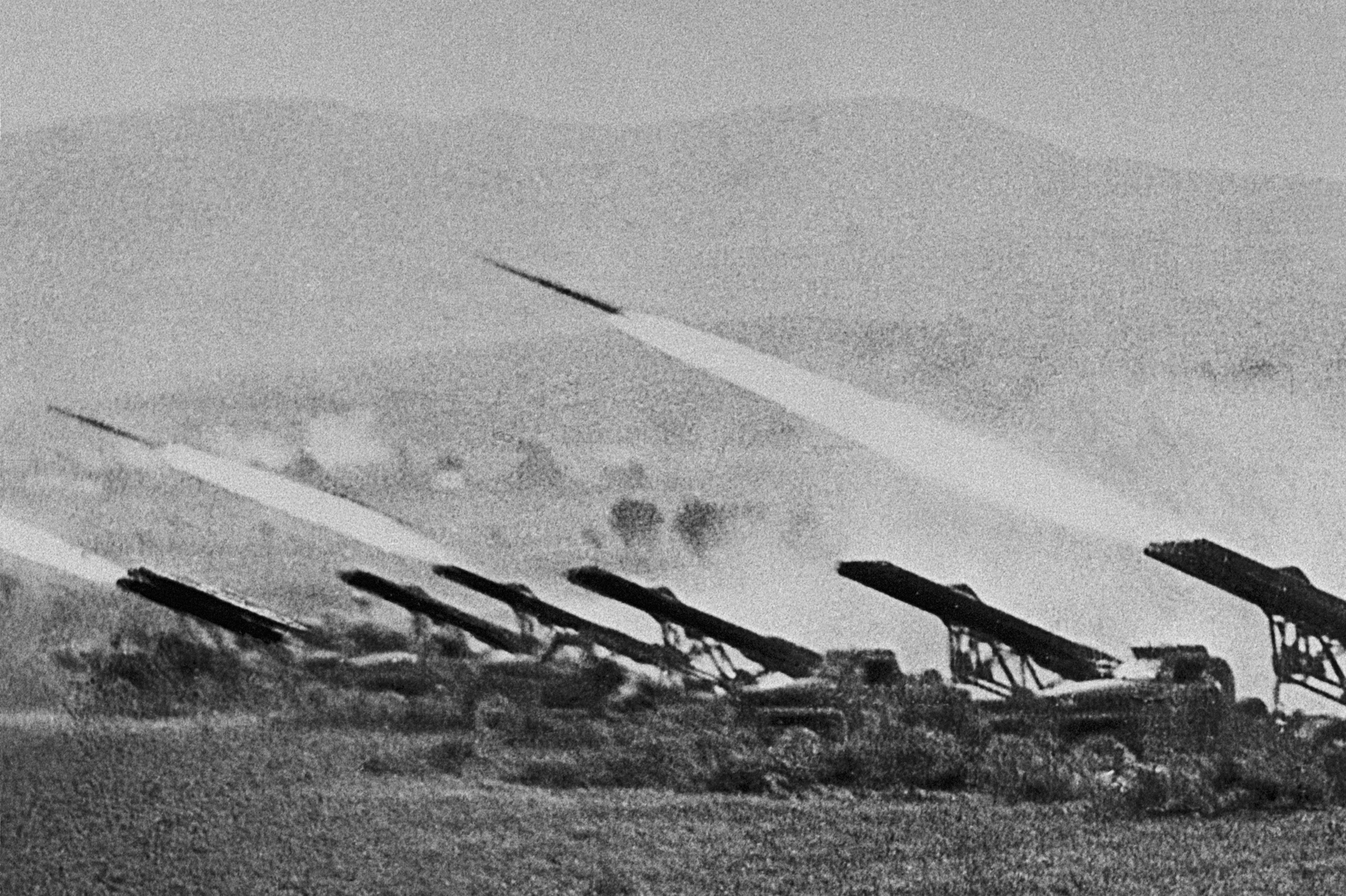
Katjuscha-Raketenwerfer während der Schlacht von Stalingrad

- Höchstgeschwindigkeit auf der Straße: 70 km/h

### WOT 6

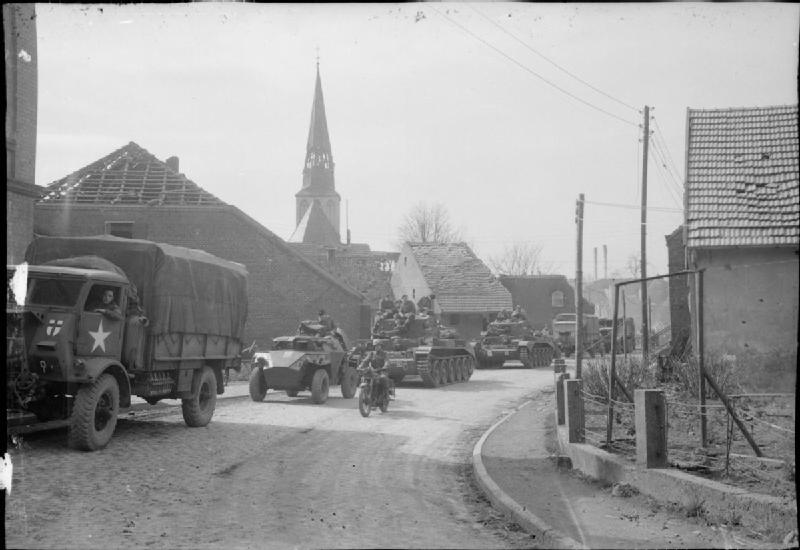
WOT 6

Beim WOT 6 handelte es sich um einen WOT 8 mit längerem Radstand und einer doppelten Nutzlast von 3 Tonnen. Angetrieben wurde das Fahrzeug von einem 3,6-ltr Achtzylinder-Motor mit 75 PS, der zufälligerweise eine Höchstgeschwindigkeit von ebenfalls 75 km/h ermöglichte. Für den Allradbetrieb gab es ein zusätzliches Untersetzungsgetriebe, was die Geländegängigkeit verbesserte. 
Da die WOT 6 häufig auch bei Fronteinheiten zur Verwendung kamen, war für die Beobachtung und Selbstverteidigung eine runde Dachluke über dem Beifahrerplatz vorhanden. Hier konnte gegebenenfalls eine Maschinengewehr-Bewaffnung montiert werden. Die WOT 6 gingen ab 1942 an die britischen Streitkräfte, wodurch sie in Nordafrika, Südeuropa und auch bei den Kämpfen in Nordeuropa zum Einsatz kamen. Nach dem Zweiten Weltkrieg wurde der Einsatz noch internationaler und auch im Fernen Osten wurden diese Fahrzeuge eingesetzt. 
Die meisten der produzierten Fahrzeuge wurde mit dem sogenannten GS (General Standard)-Aufbau versehen, doch es gab weitere Aufbauten für die WOT 6 Typen.
Zwischen 1942 und 1945 wurden fast 30.000 Exemplare mit verschiedenen speziellen Versionen neben dem Standard-Lkw gebaut. Die dänische Armee hatte den WOT 6 auch nach dem Krieg im Einsatz. Der letzte dänische WOT 6 wurde im Jahr 1974 ausgemustert.
- Länge: 6,10 m
- Höhe: 3,20 m
- Breite: 2,30 m
- Leergewicht: 5400 kg
- Tankinhalt: 160 Liter[6]
- Reichweite: 450 km[6]